# 第一代哈利法克斯伯爵查尔斯·孟塔古
第一代哈利法克斯伯爵查尔斯·孟塔古 KG PC PRS（Charles Montagu, 1st Earl of Halifax 1661年4月16日—1715年5月19日）是一名英格兰贵族、政治家，1682年毕业于剑桥大学三一学院，并在次年成为该学院成员。他和牛顿在剑桥相识并成为了好友。
他在1691年成为英格兰议会议员，后来进入财政部工作，1694年就当上财政大臣，是当时英格兰政界较有影响力的人物之一。此外，他还曾担任皇家学会会长。